# General de Tropas de Montaña

Insignia de hombro.

General der Gebirgstruppe (literalmente: General de Tropas de Montaña) fue una categoría de tres estrellas del Ejército alemán, un nuevo ejemplo del tradicional rango alemán de 'General der' introducido por la Wehrmacht en 1940, comparable con el grado OF-8 de la OTAN.
El rango era equivalente al antiguamente establecido General der Kavallerie, General der Artillerie y General der Infanterie.  La Wehrmacht también introdujo el General der Panzertruppe (tropas acorazadas), General der Pioniere (ingenieros), General der Fallschirmtruppe (tropas paracaidistas) y General der Nachrichtentruppe (tropas de comunicaciones).
Los Generales de Infantería de Montaña (Gebirgsjäger) eran identificados por la flor edelweiss como insignia en la manga y en la gorra, así como por su gorra de montaña (bergmütze).

## Lista de oficiales que fueron General der Gebirgstruppe
- Franz Böhme (1885-1947) (se suicidó)
- Eduard Dietl (1889-1944)  (ascendido a Generaloberst 1/6/1942, murió en accidente de aviación 23/6/1944).
- Karl Eglseer (1890-1944) (murió en accidente de aviación 23/6/1944)
- Valentin Feurstein (1885-1970)
- Georg Ritter von Hengl (1897-1952)
- Ferdinand Jodl (1896-1956)
- Rudolf Konrad (1891-1964)
- Hermann Kreß (1895-1943)
- Hans Kreysing (1890-1969)
- Ludwig Kübler (1889-1947) (ejecutado en Yugoslavia)
- Hubert Lanz (1896-1982)
- Julius Ringel (1889-1967)
- Ferdinand Schörner (1892-1973)  (ascendido a Generaloberst 1/4/1944, Generalfeldmarschall 4/4/1945)
- Hans Schlemmer (1893-1973)
- Hans Karl Maximilian von Le Suire (1898-1954)
- Kurt Versock (1895-1963)
- Emil Vogel (1894-1985)
- Friedrich-Jobst Volckamer von Kirchensittenbach (1894-1989)
- August Winter (1897-1979)

## Galería

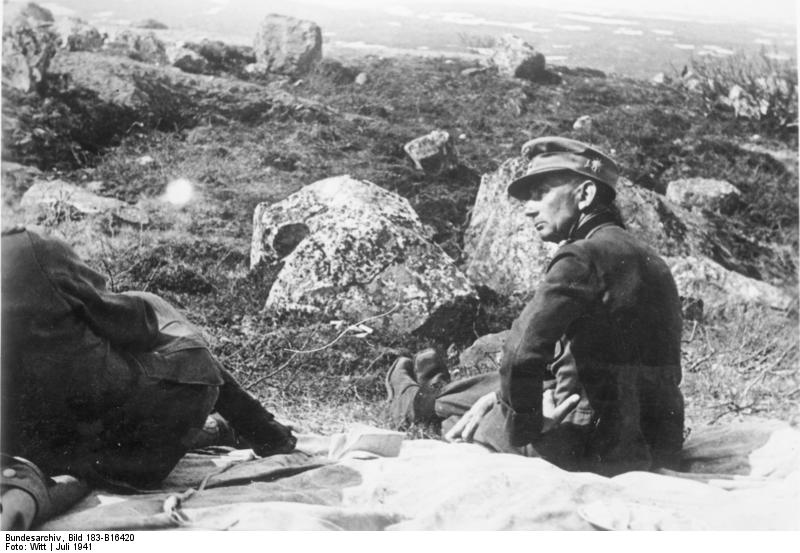
Eduard Dietl como General der Gebirgstruppe en la tundra rusa (1941)
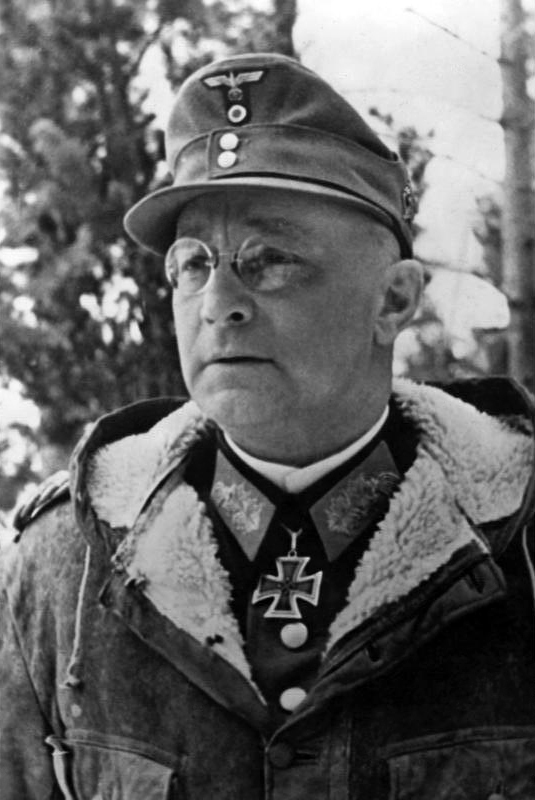
General der Gebirgstruppe Franz Böhme en el frente de Laponia (1943)
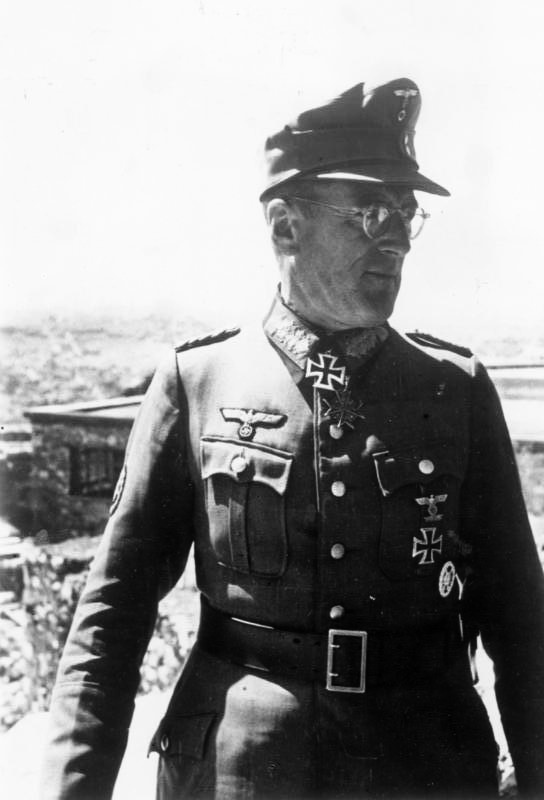
Ferdinand Schörner como General der Gebirgstruppe en Grecia (1941)

- Datos: Q822049